# Aravaïta
La aravaïta és un mineral de la classe dels fosfats que pertany al supergrup de l'arctita. Rep el nom de la vall d'Arava, propera a la localitat tipus.

## Característiques
La aravaïta és un fosfat de fórmula química Ba₂Ca18(SiO₄)₆(PO₄)₃(CO₃)F₃O. Es tracta d'una espècie aprovada per l'Associació Mineralògica Internacional, i publicada per primera vegada el mateix any. Cristal·litza en el sistema trigonal.
L'exemplar que va servir per a determinar l'espècie, el que es coneix com a material tipus, es troba conservat a les col·leccions del Museu Mineralògic Fersmann, de l'Acadèmia de Ciències de Rússia, a Moscou (Rússia), amb el número de registre: 4960/1.

## Formació i jaciments
Va ser descoberta a la conca de l'Hatrurim, al Consell regional de Tamar (Districte del Sud, Israel), on es troba en roques d'spurrita pirometamòrfiques. Es tracta de l'únic indret de tot el planeta on ha estat descrita aquesta espècie mineral.